# Pierre Mamie
Pierre Mamie (La Chaux-de-Fonds, 4 marzo 1920 – Villars-sur-Glâne, 14 marzo 2008) è stato un vescovo cattolico svizzero.

## Biografia
Pierre Mamie nacque il 4 marzo 1920 a La Chaux-de-Fonds. 
Dopo gli studi a La Chaux-de-Fonds presso i gesuiti, frequentò il Collège Saint-Michel a Friburgo e in seguito entrò nel 1941 in seminario sempre a Friburgo dove studiò teologia.
Fu ordinato presbitero il 7 luglio 1946.
Dopo l'ordinazione sacerdotale, fu vicario e cappellano degli studenti presso l'Università di Losanna. Nel 1955 fu inviato a Roma] per studiare presso l'Angelicum e il Pontificio Istituto Biblico conseguendo il dottorato nel 1960.
Dal 1960 al 1968 fu rettore del seminario di Friburgo e contemporaneamente professore di esegesi per il seminario e per l'Università di Friburgo.
Fu segretario personale del cardinale Charles Journet durante il Concilio Vaticano II.

### Ministero episcopale
Il 15 luglio 1968 Papa Paolo VI lo nominò vescovo ausiliare di Losanna, Ginevra e Friburgo assegnandogli la sede titolare di Otricoli.
Ricevette l'ordinazione episcopale il 6 ottobre seguente per imposizione delle mani del cardinale Charles Journet. Due anni dopo, il 29 dicembre 1970, sempre papa Paolo VI lo nominò vescovo di Losanna, Ginevra e Friburgo.
In seno alla Conferenza dei vescovi svizzeri fu eletto presidente per due mandati non consecutivi la prima dal 1977 al 1979 e la seconda dal 1992 al 1994. Fu membro del Segretariato per la promozione dell'unità dei cristiani dal 1973 al 2000 e membro della Sacra Congregazione per il Clero dal 1979 al 1982.
Durante gli anni del suo ministero espresse ferme convinzioni in favore degli aiuti al terzo mondo, in soccorso degli stranieri e soprattutto fu critico verso il commercio delle armi. Nel corso degli anni '90, dichiarò la sua preoccupazione per l'inefficienza dei confini delle diocesi svizzere responsabile delle molte difficoltà di gestione incontrate dai vescovi svizzeri negli anni. Si dichiarò inoltre totalmente contrario alla disposizione della costituzione federale per la quale ogni eventuale erezione di una nuova diocesi in territorio svizzero debba essere approvata dallo stato affermando che una simile ingerenza limiti il primato del papa sulla Chiesa.
Resse la diocesi per 25 anni ritirandosi per raggiunti limiti d'età il 9 novembre 1995. 
Morì a Villars-sur-Glâne il 14 marzo 2008 all'età di 88 anni.

## Genealogia episcopale e successione apostolica
La genealogia episcopale è:
- Cardinale Scipione Rebiba
- Cardinale Giulio Antonio Santori
- Cardinale Girolamo Bernerio, O.P.
- Arcivescovo Galeazzo Sanvitale
- Cardinale Ludovico Ludovisi
- Cardinale Luigi Caetani
- Cardinale Ulderico Carpegna
- Cardinale Paluzzo Paluzzi Altieri degli Albertoni
- Papa Benedetto XIII
- Papa Benedetto XIV
- Papa Clemente XIII
- Cardinale Marcantonio Colonna
- Cardinale Giacinto Sigismondo Gerdil, B.
- Cardinale Giulio Maria della Somaglia
- Cardinale Carlo Odescalchi, S.I.
- Cardinale Costantino Patrizi Naro
- Cardinale Serafino Vannutelli
- Cardinale Domenico Serafini, Cong. Subl. O.S.B.
- Cardinale Pietro Fumasoni Biondi
- Arcivescovo Filippo Bernardini
- Vescovo François Charrière
- Cardinale Charles Journet
- Vescovo Pierre Mamie

La successione apostolica è:
- Vescovo Amédée Grab, O.S.B. (1987)
- Vescovo Pierre Bürcher (1994)